# Årslev Kommune
| Strukturdaten       | Strukturdaten           |
| ------------------- | ----------------------- |
| Sitz der Verwaltung | Årslev                  |
| Fläche              | 74,36 km²               |
| Einwohner           | 9.376 (2006)            |
| Kommune seit 2007   | Faaborg-Midtfyn Kommune |
| Website             | www.aarslev.dk          |

Årslev Kommune war bis Dezember 2006 eine dänische Kommune auf der Insel Fünen im damaligen Fyns Amt. Seit Januar 2007 ist sie zusammen mit den Kommunen Broby, Faaborg, Ringe und Ryslinge Teil der neugebildeten Faaborg-Midtfyn Kommune.
Årslev Kommune entstand im Zuge der Verwaltungsreform des Jahres 1970 und umfasste folgende Sogne:
- Nørre Lyndelse Sogn (Landgemeinde Nørre Lyndelse)
- Nørre Søby Sogn (Landgemeinde Nørre Søby)
- Rolsted Sogn (Landgemeinde Rolsted)
- Sønder Nærå Sogn (Landgemeinde Sønder Nærå)
- Årslev Sogn (Landgemeinde Årslev)